# Kanton Montier-en-Der
Der Kanton Montier-en-Der war ein französischer Wahlkreis im Arrondissement Saint-Dizier, im Département Haute-Marne und in der Region Champagne-Ardenne; sein Hauptort war Montier-en-Der.
Der Kanton Montier-en-Der war 227,33 km² groß und hatte 5761 Einwohner (Stand: 2012). Er umfasste die elf Gemeinden Ceffonds, Droyes, Frampas, Longeville-sur-la-Laines, Louze, Montier-en-Der, Planrupt, Puellemontier, Robert-Magny-Laneuville-à-Rémy, Sommevoire und Thilleux.